# 冶溪镇
冶溪镇，是中华人民共和国安徽省安庆市岳西县下辖的一个乡镇级行政单位。

## 行政区划
冶溪镇下辖以下地区：
桃阳村、联庆村、罗铺村、琥珀村、司空山村、溪河村、石嘴村、白沙村、金盆村、大山村和西坪村。